# Simon Josefsen
Simon Josefsen (født 13. marts 1978) er en tidligere fodboldspiller fra Danmark.
I januar 2007 valgte Josefsen at skifte fra Jetsmark IF til Thisted FC. Han spillede sin sidste kamp for Thisted FC den 14 november 2009, hvorefter han stoppede sin fodboldkarriere. .
Han har i alt spillet 8 kampe i Superligaen. Det var fra den 24. august 2003 til 16. maj 2004, hvor han optrådte for Viborg FF.